# Oskar Sjöberg (konstnär)
Johan Oskar Sjöberg, född 13 mars 1896 i Åmåls stadsförsamling, död 24 september 1988 i Vällingby, var en svensk järnvägstjänsteman, målare och tecknare.
Han var son till Axel Sjöberg och Amanda Andersdotter. Sjöberg började efter skolgången att arbeta vid järnvägen där han slutligen blev tjänsteman innan övergick till konstnärsyrket. Han studerade konst vid bland annat Otte Skölds målarskola i Stockholm. Tillsammans med Nils Resare ställde han ut i Åmål 1947. Han utvandrade 1950 till Amerika men återvände senare till Sverige. Hans konst består av porträtt och landskapsmålningar utförda i olja eller akvarell. Delar av hans konstnärskap visades på en utställning vid hembygdsmuseet i Åmål 2015.